# ۱۰۸۲ (خورشیدی)
۱۰۸۲ هزار و هشتاد و دومین سال هجری خورشیدی است.